# 櫻子小姐的腳下埋著屍體
《櫻子小姐的腳下埋著屍體》是一部日本推理小說，作者是太田紫織，插畫由鐵雄負責。2015年10月至12月播放改編電視動畫。

## 概要
《櫻子小姐的腳下埋著屍體》原本投稿於『E★EVERYSTAR』，並獲得『E★EVERYSTAR 電子書籍大獎推理小說部門』（角川書店）優秀獎、『怪盜Royale小說大獎』優秀獎及『E★EVERYSTAR×Quartet』小說競賽』大獎。
2013年2月23日，角川文庫發行《櫻子小姐的腳下埋著屍體》小說，總銷售數量超越100萬冊以上。
2015年2月24日，宣佈《櫻子小姐的腳下埋著屍體》改編成電視動畫，並於10月7日開始播放，全12話，此電視動畫集數標示名稱並不是一般常見的「第1話、第2話」，而是「第壹骨、第貳骨」，以此類推。此動畫亦是TROYCA的第一部完全承包製作的作品。
2015年11月26日，出版發行《櫻子小姐的腳下埋著屍體》漫畫書。
2017年4月23日日本富士電視台播放改編自小說的電視劇，由觀月亞里莎，藤谷太輔主演。

## 故事簡介
在北海道旭川市，平凡的明聖高等學校二年級學生男主角館脇正太郎，認識了住在古典西洋豪華別墅的名門貴族千金小姐女主角九條櫻子。但是櫻子卻有著令常人難以理解的特殊嗜好，就是非常熱愛研究及收藏骨骼。而正太郎與櫻子二人一起外出四處搜尋撿拾骨骼的時候，並會遇上突如其來的兇殺案件，這些兇殺案的背後，有時可以看見隱藏在背後的幕後黑手——花房的身影……

## 登場人物
館脇 正太郎（たてわき しょうたろう）
聲優：榎木淳弥（電視動畫）／梶裕貴（廣播劇）
男主角，居住於北海道旭川市，明聖高等學校二年級學生。
性格單純温和，感性強烈容易哭泣流淚。喜歡主動熱心助人及關心別人。
喜歡吃東西，對各種任何美食都無法抗拒。
興趣是釣魚、登山、騎越野車、吹薩克斯風。
在祖父的教導傳授之下，擁有柔道黑帶資格的武術水準。
與女主角櫻子關係熟絡，並經常與櫻子一起進行搜尋骨骼及動物屍體工作。
母親經營公寓，4歲時父親因患病而過世，小學4年級時祖母因患上癌症而過世。
在櫻子的長時間影響及薰陶之下，對骨骼及屍體的存在有一套獨特的見解，其觀察能力及敏銳觸角亦有顯著進步。
是櫻子的「監護人」，稱呼櫻子為櫻子小姐。
有3名祖父，一位是廚師兼爵士樂行家，一位愛釣魚愛登山，一位是柔道家，其父親生前曾經結婚兩次，有一名定居在東京都的同父異母哥哥。
九條櫻子
聲優：伊藤靜（電視動畫）／小清水亞美（廣播劇）
女主角，居住於北海道旭川市，年齢20歲中半的名門貴族千金小姐。
身材高挑，容姿端麗，外貌高貴成熟的女性，擁有黑色的公主式長直髮，右眼睛下長有一顆痣，任職法醫官及骨骼標本師。
中性衣著打扮，喜歡穿着白色長袖襯衫及深灰色牛仔褲，但有時候會著白色洋裝，顯得高貴典雅。
喜歡吃西式糕點、蛋糕及，喜愛的為迪亞貝爾殿下，專用汽車是雷諾Kangoo Couleur。喜歡鴻上百合子祖父的油畫。
思考清晰有理，法醫學知識淵博豐富，並擁有優秀而準確的推理能力及判斷能力。
性格兩極化，有時候嚴肅正直，有時候調皮淘氣、孩子氣，偶爾會鬧情緒。
不相信人也沒興趣和人交流，因此深居簡出不喜歡與外界接觸，很少外出，過着半隱閉式生活，也沒有任何朋友。除外出搜尋骨骼及動物屍體及處理他人緊急求助事件外，大部份時間都會留在家中。
處事方式不拘小節，雖然用詞說話表達方式銳利直接，不理會別人的感受，但本性及動機並不壞。
喜愛研究收藏人體骨骼及動物骨骼，並經常四處搜尋撿拾收藏骨骼。家中收藏眾多動物骨骼標本，經常與正太郎一起進行搜尋骨骼及動物屍體工作。
不喜歡使用聯絡通訊工具，家中沒有電話，沒有個人電腦，沒有個人流動電話以及沒有。
在思考及推理案件的時候，會做出把雙手的手指放在臉部前，手指互相重疊的特別動作。
父親是法醫學學術界的知名人士，弟弟九條惣太郎已經過世，有一名任職警察的未婚夫在原直江。
在父親，舅父設樂真理及高中教師佐佐木敦郎的影響及教導傳授之下，成為一名優秀出色的法醫官及骨骼標本師。
小時候曾經飼養了兩隻名為阿露娜（Ulna，尺骨）及雷迪亞斯（Radius，橈骨）的白色貓，但最後不幸被身份不明的人士投毒殺害，行兇動機不詳。
在電視動畫第5話，於藤岡毅家中領養了一隻名為赫克特（Hector／へクター）的。
其「監護人」是男主角正太郎，稱呼正太郎為「少年」。
曾經就讀於明聖高等女子學校並畢業，即是正太郎及百合子現在所就讀的明聖高等學校。
鴻上 百合子（こうがみ ゆりこ）
聲優：今村彩夏
明聖高等學校二年級學生，身高大約一百六十出頭。居住於北海道當麻町，男主角正太郎的隔壁班同學及朋友，與陽人原本同是網球部成員，後來退出網球部。
性格開朗活潑，與正太郎一樣性格感性強烈容易哭泣流淚。
與正太郎一樣喜歡主動熱心助人及關心別人，對正太郎有一絲好感。
其祖母照顧半身不遂多年的祖父，某天祖母在森林散步時因意外失足墜崖落入鐘乳石洞內而死，經由櫻子推裡調查解開了祖母的真正死亡原因。
其祖父喜歡繪畫油畫，櫻子因而相中其繪畫的駿馬圖，後來百合子將其祖父的畫作贈送給櫻子。之後為了感謝櫻子開車送她回家，又送了一幅其祖父的油畫給櫻子。
澤 梅
聲優：磯邊萬沙子
櫻子的乳母，在櫻子母親十歲時就已經在櫻子家中工作及居住多年的老年婦女。
烹飪技巧優秀，多年來負責照顧櫻子的起居飲食及基本生活，是唯一能嚴厲管教及督導櫻子的人。其觀察能力及敏銳觸角並不遜於櫻子，善於解決他人煩惱。
其弟弟的孫子在旭山動物園擔任飼養員。
磯崎 齋（いそざき いつき）
聲優：石田彰（電視動畫）／比留間俊哉（廣播劇）
三十一歲，單身。明聖高等學校的生物科教師，正太郎及陽人的班級導師，外號是「王子」。
外貌端正俊俏，精通植物學，關心學生在學校以外一切行動去向。
曾經因為學生突然無故失蹤，因而情緒大受打擊及經常自我責備而弄致性格陰沉內斂，只能倚靠種植及觀賞植物來彌補心理創傷。
今居 陽人（いまい はると）
聲優：柿原徹也
明聖高等學校二年級學生，正太郎的同班同學兼死黨，與百合子同是網球部成員並且暗戀她。
曾經細心收藏著鴻上送的情人節人情巧克力，結果被家人吃掉失魂落魄好一陣子。
千代田 薔子（ちよだ しょうこ）
聲優：井上喜久子
在原直江的表姊，經營薔薇園，在櫻子小時候就與她認識。
丈夫千代田明人是同性戀，在半年前從樓梯上摔下意外去世。
喜歡設樂真理，和他曾經相親過，因為不想讓他一個人在醫院去世，因此將他從醫院中接出照顧度過最後時光，還因此將親戚留給她的房子整理成別墅「龍膽庵」將其安置於其中。
在原 直江（ありわら なおえ）
櫻子的青梅竹馬及未婚夫，年紀比櫻子大一些，任職警察，隸屬警視廳公安部外事課第三課。
是個左撇子。
內海 洋貴（うつみ ひろき）
聲優：高橋廣樹
正太郎的朋友，三十幾歲，在正太郎家附近的派出所任職警察，官階是巡查。
性格雖然優柔寡斷，但充滿熱血正義感。非常害怕狗。
富永 柚胡香（とみなが ゆうか）
聲優：須藤風花
稱為小依，百合子曾於幼兒園任職志願義工時所照顧的三歲女童。
其母親被藥物成癮的男子所殺害，在母親的保護之下成功逃出家中後在便利商店外頭被正太郎發現，經由櫻子推理及調查解開小依逃出家中的事件真相和原因。
之後小依他們被媽媽的遠親——一對膝下無子的夫妻收養。
藤岡毅（ふじおか たけし）
聲優：平川大輔
洋貴的國中朋友，身高180公分以上。任職證券經紀及股票買賣，是關東地方的有錢人家少爺。
經常吸食香菸，曾經失敗，而吸食1根香菸後必須要砍5根柴火的習慣。
中學時因為父親工作及治療哮喘的關係而回到旭川定居生活。
因為多名歷代家族成員因患病而早逝，而害怕自己終有一天亦會英年早逝，因而令洋貴與正太郎向櫻子尋求協助。
事件真相被櫻子揭曉後，因為自己旗下公司事業經營不善並欠下大量債務。賞試自殺但被櫻子及洋貴等人發現並救回。
曾經被花房教唆及操控，在其家中收藏著花房所繪畫的兩幅油畫，以及所居住的住宅土地是向花房購買。
其所飼養的赫克特（Hector／へクター）最後贈送給櫻子所領養。
藤岡美幸（ふじおか みゆき）
聲優：恆松步
藤岡毅的妻子，性格溫柔賢淑，心愛丈夫。
以前是個廚師，跟丈夫一樣都不喜歡甜食，但很喜歡碳水化合物。
因為丈夫害怕自己終有一天會英年早逝的事情，正在深感不安及困擾。
花房
聲優：子安武人
姓名不詳，綽號：「斯菲諾伊達」，身份神秘的高度智商型教唆犯。全身上下都沒有體毛，因此平時戴著假髮。
喜歡繪畫油畫及收集死者屍體的頭顱內部蝶骨。
曾操控犯罪引誘多位精神意志脆弱及心靈空虛的受害者犯下離奇的殺人案，並從受害者的遺體中取走蝶骨。
他曾多次以匿名「Phantom」向正太郎發送電子郵件。
赫克特（へクター）
，和夏目漱石的愛犬同名。其名稱是取自其希臘神話故事中的特洛伊王國王子殿下赫克特（Hector）。
曾經被多名主人所飼養，但由於飼養的多名主人因患病而過世，所以被稱為「詛咒之犬」，「地獄守門犬」不祥之名稱。
藤岡毅的舅父於飼養赫克特期間因患病而過世之後，改由藤岡毅飼養赫克特。
因為赫克特非常喜歡櫻子，以及赫克特在藤岡毅家中居住環境狹窄為理由，赫克特最後被櫻子所領養。
與其主人櫻子一樣喜歡屍體，在櫻子的長時間影響及薰陶之下，擅長搜尋骨骼及屍體。
設樂 真理
櫻子的舅父，北海道著名法醫官。
曾經任職於北海道警察學校法醫學課程教師，法醫學知識淵博豐富，處理屍體及處理各種兇殺案經驗豐富。
疼愛及重視櫻子，把自己畢生所有的法醫學知識教導傳授及灌輸給予櫻子。
因不幸患上重病而引退，長期在醫院臥病床上，其四肢不能正常活動及不能開口說話，現在只能透過醫院所特設的電子顯示器與對方他人互相交談對話。
曾經與警察一起緝捕教唆犯花房但最後失敗，稱花房為「斯菲諾伊達」，清楚知道熟悉花房所犯下的犯案方法及罪案資料。
曾經與千代田薔子相親過。
佐佐木 敦郎
幾年前於正太郎學校裏任教的生物科教師兼櫻子的恩師。已故。生前為明聖高等學校製造不少動植物標本，深愛着夏子，但因為姊姊的緣故和夏子產生隔閡。
獲悉櫻子的愛貓阿露娜（Ulna）及雷迪亞斯（Radius）遭投毒而死後，以此契機傳授櫻子標本製造技術。
家裡曾是一大商家，直到敦郎二十多歲才關門大吉。敦敦郎本該繼承家業，但因後來想當老師而被父親逐出家門。
曾根 夏子
幾年前曾照顧敦郎姊姊的起居的傭人，也是她唯一的摯友。
父親疑似是佐佐木姐弟的父親，母親是私娼，奶奶也是中島遊廓的娼妓。雙親身故後被春間小雪的父親收養，照顧不良於行的小雪，但後來為庇護小雪未婚懷孕且早產的秘密而離開敦郎和小雪。
身故後被敦郎將其遺骨藏於校園，正太郎和磯崎曾發現寫有其名的德富蘆花作品集『寄生木（やどりぎ）』。
春間 小雪
聲優：片貝薰／優希（年輕）
佐佐木敦郎的姊姊，因為天生腳型不良於行，依賴輪椅行動。
被正太郎和磯崎曾發現的德富蘆花作品集『寄生木（やどりぎ）』的原本主人。
沒有兒女，丈夫也先一步辭世。因為愛上有家室的男子並懷有其孩子，但在和戀人分手後便因故流產，早產的孩子亦已夭折。後來經過櫻子和正太郎的協助得以了卻心願。
圓一重
聲優：齊藤佑圭
磯崎老師過去的學生，生於被雙親管教嚴束的家庭，父親經營一家私人醫院。
因為二葉失蹤和和三奈美產生隔閡，曾擔任花房的模特兒。真相揭曉後經由磯崎陪同向警方自首。
西澤二葉
聲優：下地紫野
磯崎老師過去的學生，短黑頭髮，帶著紅色眼鏡。精神意志脆弱經常做出自殘行為。原本和一重及三奈美為好友，於升上高二那年因故失蹤。後來揭露其欲和一重尋短而對其動手，反被後者錯手勒死。
津津見三奈美
聲優：近藤唯
磯崎老師過去的學生，和母親的同居人相處不睦，故而經常在不回家。
和一重同樣曾擔任花房的模特兒。後來因為花房的影響和一重關係變差。真相揭曉後欲刺殺櫻子未遂，反傷及正太郎。
九條惣太郎
女主角櫻子的弟弟，已經過世。
水島好美
正太郎母親租屋處房客的妹妹。
和姐姐的未婚夫在同一間眼科診所工作擔任護士並與他有外遇，姐姐死後辭去診所的工作。

## 出版書籍

### 小說
日本地區
| 卷數 | 日文標題 | 角川書店       | 角川書店               |
| 卷數 | 日文標題 | 發售日期       | ISBN                   |
| ---- | -------- | -------------- | ---------------------- |
| 1    | 不適用   | 2013年2月23日  | ISBN 978-4-04-100695-5 |
| 2    |          | 2013年5月25日  | ISBN 978-4-04-100839-3 |
| 3    |          | 2013年9月25日  | ISBN 978-4-04-101010-5 |
| 4    |          | 2014年2月25日  | ISBN 978-4-04-101227-7 |
| 5    |          | 2014年6月20日  | ISBN 978-4-04-101630-5 |
| 6    |          | 2014年11月22日 | ISBN 978-4-04-101631-2 |
| 7    |          | 2015年2月25日  | ISBN 978-4-04-101632-9 |
| 8    |          | 2015年9月24日  | ISBN 978-4-04-103001-1 |
| 9    |          | 2016年1月23日  | ISBN 978-4-04-103004-2 |
| 10   |          | 2016年7月23日  | ISBN 978-4-04-103006-6 |
| 11   |          | 2017年3月25日  | ISBN 978-4-04-105202-0 |
| 12   |          | 2017年8月25日  | ISBN 978-4-04-105204-4 |
| 13   |          | 2017年10月25日 | ISBN 978-4-04-106250-0 |
| 14   |          | 2018年9月22日  | ISBN 978-4-04-107417-6 |
| 15   |          | 2019年12月24日 | ISBN 978-4-04-108053-5 |
| 16   |          | 2020年9月24日  | ISBN 978-4-04-109877-6 |
| 17   |          | 2021年3月24日  | ISBN 978-4-04-111149-9 |

中文地區
| 卷數 |                        |                |                        |                          |                  |                        |
| 卷數 | 圓神出版社             | 圓神出版社     | 圓神出版社             | 百花洲文藝出版社         | 百花洲文藝出版社 | 百花洲文藝出版社       |
| 卷數 | 標題                   | 發售日期       | ISBN                   | 標題                     | 發售日期         | ISBN                   |
| ---- | ---------------------- | -------------- | ---------------------- | ------------------------ | ---------------- | ---------------------- |
| 1    | 不適用                 | 2015年4月27日  | ISBN 978-986-133-534-6 | 不適用                   | 2016年6月10日    | ISBN 978-7-5500-1761-0 |
| 2    | 夏天、白骨、石榴夜叉   | 2015年6月25日  | ISBN 978-986-133-539-1 | 骨头、石榴与暑假         | 2016年7月25日    | ISBN 978-7-5500-1828-0 |
| 3    | 秋雨、校慶、你的謊言   | 2015年8月26日  | ISBN 978-986-133-547-6 | 雨水、九月与你的谎言     | 2016年9月30日    | ISBN 978-7-5500-1905-8 |
| 4    | 初冬、蝴蝶、消失的少女 | 2015年11月25日 | ISBN 978-986-133-561-2 | 蝴蝶、十一月与消失的少女 | 2016年12月30日   | ISBN 978-7-5500-2036-8 |
| 5    |                        |                |                        | 冬之记忆与时间地图       | 2017年8月1日     | ISBN 978-7-5500-2336-9 |
| 6    |                        |                |                        | 始于白色的秘密           | 2018年3月10日    | ISBN 978-7-5500-2690-2 |

### 漫畫
櫻子さんの足下には死体が埋まっている
- 原作：太田紫織／作畫：水口十

| 卷數 | 角川書店       | 角川書店               |
| 卷數 | 發售日期       | ISBN                   |
| ---- | -------------- | ---------------------- |
| 1    | 2015年11月26日 | ISBN 978-4-04-103678-5 |
| 2    | 2018年2月2日   | ISBN 978-4-04-103679-2 |

櫻子さんの足下には死体が埋まっている 蝶は十一月に消えた
- 原作：太田紫織／作畫：綾峰けう

| 卷數 | 角川書店      | 角川書店               |
| 卷數 | 發售日期      | ISBN                   |
| ---- | ------------- | ---------------------- |
| 1    | 2017年9月26日 | ISBN 978-4-04-106195-4 |

## 電視動畫

### 製作人員
- 原作：太田紫織
- 監督：加藤誠
- 副監督：別所誠人
- 系列構成：伊神貴世
- 人物原案：鐵雄
- 人物設定：佐藤道雄
- 道具設計：小川浩
- 美術監督：伊藤聖、Kim Hyun Suk
- 色彩設計：篠原真理子
- 攝影監督：津田涼介
- 編輯：右山章太
- CG監督：小林學
- 音響監督：菅原輝明
- 音響效果：上野勵
- 音響制作：DAX Production
- 音樂：TECHNOBOYS PULCRAFT GREEN-FUND
- 音樂制作：Lantis
- 音樂監製：吉江輝成
- 動畫制作：TROYCA
- 製作：《櫻子小姐》製作委員會

### 主題曲
片頭曲「Dear answer」
作詞：唐澤美帆，作曲、編曲：中山真斗，主唱：TRUE
片尾曲
作詞、作曲、編曲：TECHNOBOYS PULCRAFT GREEN-FUND，主唱：TECHNOBOYS PULCRAFT GREEN-FUND feat.大竹佑季
插曲「DOKURO ～～」
作詞、作曲、編曲：TECHNOBOYS PULCRAFT GREEN-FUND，主唱：聖鬼Mk-II

### 各話列表
| 話數     | 日文標題 | 中文標題              | 劇本     | 分鏡     | 演出     | 作畫監督                                                           | 總作畫監督        | 原作小說                                          |
| -------- | -------- | --------------------- | -------- | -------- | -------- | ------------------------------------------------------------------ | ----------------- | ------------------------------------------------- |
| 第壹骨   |          | 喜愛骨頭的公主        | 伊神貴世 | 加藤誠   | 加藤誠   | 佐藤道雄、豬股雅美                                                 | 不適用            | 第1卷2話「頭」                                    |
| 第貳骨   |          | 你的家在哪裡          | 伊神貴世 | 加藤誠   | 別所誠人 | 豬股雅美、加藤里香、佐藤道雄 關根千奈未、富澤佳也乃、山本昌子      | 佐藤道雄 豬股雅美 | 第2卷2話「你的家在哪裡」                          |
| 第骨     |          | 沉眠於夏天的骸骨      | 伊神貴世 | 加藤誠   | 加藤誠   | 若山政志、大塚晃 河本美代子、奥山鈴奈                              | 佐藤道雄 豬股雅美 | 第2卷1話「沉眠於夏天的骸骨」                      |
| 第肆骨   |          | 被詛咒的男人 前篇     | 吉岡孝夫 | 別所誠人 | 木野目優 | 横田和彦                                                           | 佐藤道雄 豬股雅美 | 第3卷1話「被詛咒的男人」                          |
| 第伍骨   |          | 被詛咒的男人 後篇     | 吉岡孝夫 | 遠藤廣隆 | 守田芸成 | 神戶洋行、富澤佳也乃 山中正博、石原恵治                            | 佐藤道雄          | 第3卷1話「被詛咒的男人」                          |
| 第陸骨   |          | 旭橋異聞              | 伊神貴世 | 青木英   | 馬川奈央 | 松本昌子、山本碧、加藤里香                                         | 佐藤道雄 豬股雅美 | 第7卷2話「旭橋異聞」                              |
| 第漆骨   |          | 受人託付之骨 前篇     | 吉岡孝夫 | 渡部周   | 渡部周   | 鈴木美音織、小池惠                                                 | 佐藤道雄          | 第3卷3話「受人託付之骨」                          |
| 第捌骨   |          | 受人託付之骨 後篇     | 吉岡孝夫 | 林宏樹   | 鈴木薰   | 宇津木勇、藤田正幸、服部憲知 橫田和彥、山下敏成、越智博之          | 佐藤道雄 豬股雅美 | 第3卷3話「受人託付之骨」                          |
| 第玖骨   |          | 祖母的布丁            | 伊神貴世 | 南川達馬 | 南川達馬 | 橋本真希、今里佳子、服部益實 越智信次、長田繪里、櫻井拓郎 白川茉莉 | 佐藤道雄 豬股雅美 | 第3卷2話「祖母的布丁」 第4卷2話「當我嫁人那一天」 |
| 第拾骨   |          | 蝴蝶消失在十一月 前篇 | 伊神貴世 | 菊池克也 | 菊池克也 | 大塚晃、河本美代子 富永一仁、奥山鈴奈                              | 佐藤道雄 豬股雅美 | 第4卷3話「蝴蝶消失在十一月」                      |
| 第拾壹骨 |          | 蝴蝶消失在十一月 後篇 | 伊神貴世 | 加藤誠   | 加藤誠   | 加藤里香、牧野龍一 松本昌子、山本碧                                | 佐藤道雄 豬股雅美 | 第4卷3話「蝴蝶消失在十一月」                      |
| 第拾貳骨 |          | 櫻子小姐的腳下是...   | 伊神貴世 | 別所誠人 | 別所誠人 | 加藤里香、山本碧、松本昌子 豬股雅美、佐藤道雄                      | 佐藤道雄 豬股雅美 | -                                                 |

### BD / DVD
| 卷 | 發行日期       | 收錄話         | 規格編號  | 規格編號   |
| 卷 | 發行日期       | 收錄話         | BD限定版  | DVD限定版  |
| -- | -------------- | -------------- | --------- | ---------- |
| 1  | 2015年12月25日 | 第1話－第2話   | KAXA-7311 | KABA-10436 |
| 2  | 2016年1月29日  | 第3話－第4話   | KAXA-7312 | KABA-10437 |
| 3  | 2016年2月26日  | 第5話－第6話   | KAXA-7313 | KABA-10438 |
| 4  | 2016年3月25日  | 第7話－第8話   | KAXA-7314 | KABA-10439 |
| 5  | 2016年4月27日  | 第9話－第10話  | KAXA-7315 | KABA-10440 |
| 6  | 2016年5月27日  | 第11話－第12話 | KAXA-7316 | KABA-10441 |

## 電視劇
2017年4月23日於日本富士電視台週日晚間九點連續劇播放，由觀月亞里莎，藤谷太輔主演。

### 登場人物

#### 主要人物
- 九條櫻子 - 觀月亞里沙（幼少時期：成宮雫、高中時代：大坂美優）
- 館脇正太郎 - 藤谷太輔（香港有線配音：郭俊廷）
- 志倉愛理 - 新川優愛（香港有線配音：何凱怡）
- 山路輝彦 - 高嶋政宏（香港有線配音：袁德基）
- 磯崎齋 - 上川隆也

#### 八峰警察署
- 近藤卓也 - 細田善彥
- 増田義雄 - 伊藤敦基
- 新井隆太 - 田中聰元

#### 自然之森博物館
- 谷上和裕 - 近藤公園
- 杉森重男 - 渡邊憲吉

#### 其他
- 澤梅 - 鷲尾真知子
- 津津見三奈美 - 山谷花純（第2話、第3話〔回憶〕
- 團一重 - 中村由里香（第2話〔照片〕、第4話）
- 西澤二葉 - 三浦透子（第2話〔照片〕、第4話）

#### 客串

##### 第1話
- 三島多香子 - 原田佳奈
- 三島由岐 - 三倉茉奈（香港有線配音：羅婉楓）
- 藤木達也 - 宇賀神亮介

##### 第2話
- 富永柚胡香 - 吉澤梨里花
- 富永真美子 - 櫻井由紀
- 長原 - 增田修一朗

##### 第3話
- 佐佐木敦郎 - 師師岡
- 入山勇人 - 浦上晟周
- 戶川玲子 - 中村真知子
- 岸谷政美 - 黑坂真美
- 便當店工作人員 - 長濱之人（キャン×キャン）

##### 第4話
- 東藤清治郎 - 佐佐木勝彦
- 千代田薔子 - 富田靖子（國中時代：花田優里音[8]）
- 東藤君子 - 島薰
- 東藤清哉 - 木川淳一[9]
- 晴美 - 三津谷葉子
- 俊之 - 川久保拓司
- 東藤耕次 - 小久保壽人[10]
- 金澤 - 窪園純一
- 團千沙 - 舟木幸
- 八峰署刑警課長 - 吉田朝

### 製作團隊
- 原作 - 太田紫織《櫻子小姐的腳下埋著屍體》（EVERYSTAR / 角川文庫）
- 劇本 - 山岡潤平
- 音樂 - 菅野祐悟
- 主題曲 - Kis-My-Ft2「PICK IT UP」（avex trax）
- 片尾曲 - BuZZ「LEAN ON ME」（SONIC GROOVE）
- 組織策劃 - 稻葉直人（富士電視台）
- 製作人 - 森安彩（共同電視）
- 導演 - 佐藤祐市、山内大典
- 製作 - 富士電視台
- 製作著作 - 共同電視

### 播出日程
| 各集                                                   | 播出日期 | 標題 | 中文標題                         | 劇本     | 導演     | 收視率 | 備註         |
| ------------------------------------------------------ | -------- | ---- | -------------------------------- | -------- | -------- | ------ | ------------ |
| 第1話                                                  | 4月23日  |      | 怪胎！偏執！愛好骨頭的女人現身！ | 山岡潤平 | 佐藤祐市 | 6.9%   | 15分鐘加長版 |
| 第2話                                                  | 4月30日  |      | 拯救受傷迷路少女！               | 山岡潤平 | 佐藤祐市 | 6.5%   |              |
| 第3話                                                  | 5月7日   |      | 告訴！老師留下了骨頭和感受       | 山岡潤平 | 山內大典 | 5.7%   |              |
| 第4話                                                  | 5月14日  |      | 豪宅殺人！我要成為骨頭           | 武井彩   | 佐藤祐市 | 5.0%   |              |
| 第5話                                                  | 5月21日  |      | 前老師，與傷心的往事對抗         | 山岡潤平 | 山內大典 | 5.3%   |              |
| 第6話                                                  | 5月28日  |      | 消失的骨頭！學生隱藏的真實       | 山岡潤平 | 佐藤祐市 | 4.2%   |              |
| 第7話                                                  | 6月4日   |      | 朋友死了！把咀咒識破             | 武井彩   | 山内大典 | 4.8%   |              |
| 第8話                                                  | 6月11日  |      | 老婦人藏在夕陽的感情             | 山岡潤平 | 佐藤祐市 | 5.4%   |              |
| 第9話                                                  | 6月18日  |      | 為什麼會是你…事件的黑幕！        | 武井彩   | 山内大典 | 4.8%   |              |
| 第10話                                                 | 6月25日  |      | 死神VS標示師！由我來守護性命     | 山岡潤平 | 佐藤祐市 | 5.4%   |              |
| 平均收視率5.3%（收視率由Video Research於關東地區統計） |          |      |                                  |          |          |        |              |

## 外部連結
- 櫻子小姐的下埋著屍體－角川書店網頁 （页面存档备份，存于）（日語）
- 新刊JP新刊電台第1699回 （页面存档备份，存于）（廣播劇簡介，配信網頁）（日語）
- 櫻子小姐的下埋著屍體－電視動畫官方網頁 （页面存档备份，存于）（日語）
- 櫻子小姐的下埋著屍體－電視動畫官方Twitter帳戶 （页面存档备份，存于）（日語）
- 櫻子小姐的下埋著屍體－富士電視台官方網頁 （页面存档备份，存于）（日語）
- 櫻子小姐的下埋著屍體－電視劇官方Twitter帳戶 （页面存档备份，存于）（日語）
- 大小姐的骨推理－緯來日本台官方網頁 （页面存档备份，存于）（繁體中文）

| 日本富士電視台系列 日九連續劇           | 日本富士電視台系列 日九連續劇                            | 日本富士電視台系列 日九連續劇 |
| --------------------------------------- | -------------------------------------------------------- | ----------------------------- |
|                                         | 櫻子小姐的腳下埋著屍體 （2017年4月23日 - 2017年6月25日） |                               |
| 大貧窮 （2017年1月8日 - 2017年3月12日） | 警視廳生物系 （2017年7月9日 - 2017年9月10日）            |                               |

| 香港 有線劇集台 星期日 20:00 - 21:00   | 香港 有線劇集台 星期日 20:00 - 21:00               | 香港 有線劇集台 星期日 20:00 - 21:00 |
| -------------------------------------- | -------------------------------------------------- | ------------------------------------ |
|                                        | 櫻子小姐的腳下埋着屍體 （2018.01.28 - 2018.04.01） |                                      |
| 變身特派員 （2017.12.25 - 2018.01.21） | 警視廳搜查一課長2 （2018.04.08 - 2018.06.10）      |                                      |

| 緯來日本台 週一至週五 21:00至22:05 | 緯來日本台 週一至週五 21:00至22:05        | 緯來日本台 週一至週五 21:00至22:05 |
| ---------------------------------- | ----------------------------------------- | ---------------------------------- |
|                                    | 大小姐的骨推理 （2018.3.22 - 2018.04.09） |                                    |
| （2018.3.07 - 2018.3.21）          | -                                         |                                    |